# Segreti dei Gonzaga
Segreti dei Gonzaga è un romanzo biografico di Maria Bellonci, pubblicato per la prima volta nel 1947 da Mondadori. Lo stesso anno il libro ottenne la Menzione d'onore al Premio Viareggio.
L'opera è stata tradotta in inglese, tedesco, polacco e spagnolo.

## Edizioni italiane
- Maria Bellonci, Segreti dei Gonzaga, A. Mondadori, Milano 1947
- Maria Bellonci, Segreti dei Gonzaga: Il duca nel labirinto, Isabella fra i Gonzaga, Ritratto di famiglia, A. Mondadori, Milano 1966
- Maria Bellonci, I segreti dei Gonzaga, Mondadori, Milano 2018